# Чёрный кофе (фильм, 1931)
«Чёрный кофе» (англ. Black Coffee) — британский детективный фильм режиссёра Лесли Хискотта (англ. Leslie S. Hiscott), вышедший в 1931 году, по пьесе «Чёрный Кофе» Агаты Кристи с участием её знаменитого частного детектива Эркюля Пуаро. В роли Эркюля Пуаро снялся Остин Тревор, в роли его спутника капитана Гастингса — Ричард Купер.
Это был одним из трех фильмов, в которых Остин Триво снялся в роли Эркюля Пуаро, перед этим был фильм «Алиби» (1931), затем последовал «Смерть лорда Эджвера» (1934).

## В ролях
- Остин Тревор — Эркюль Пуаро
- Адриан Аллен — Люсия Эмори
- Ричард Купер — капитан Гастингс
- Элизабет Аллан — Барбара Эмори
- Шарль Франс — сэр Клод Эмори
- Филипп Стрейндж — Ричард Эмори
- Дино Гальвани — д-р Carelli
- Майкл Шепли — Raynor
- Мелвилл Купер — инспектор Джепп
- Мари Райт — мисс Эмори